# Бикас
Бикас (порт. Bicas) — муниципалитет в Бразилии, входит в штат Минас-Жерайс. Составная часть мезорегиона Зона-да-Мата. Входит в экономико-статистический микрорегион Жуис-ди-Фора. Население составляет 13 942 человека на 2006 год. Занимает площадь 139,538 км². Плотность населения — 99,9 чел./км².

## История
Город основан 7 сентября 1923 года.

## Статистика
- Валовой внутренний продукт на 2003 год составляет 54 608 940,00 реалов (данные: Бразильский институт географии и статистики).
- Валовой внутренний продукт на душу населения на 2004 год составляет 4070,74 реалов (данные: Бразильский институт географии и статистики).
- Индекс развития человеческого потенциала на 2000 год составляет 0,799 (данные: Программа развития ООН).